# St. Thomas (Ontario)
Pour les articles homonymes, voir Saint-Thomas.
St-Thomas est une ville du sud-ouest de la province de l'Ontario, au Canada. Elle est le siège administratif du comté d'Elgin et fait partie de la région urbaine du grand London. Sa charte municipale officielle fut ratifiée le 4 mars 1881.

## Histoire
La ville, située au croisement de deux routes historiques, a été fondée en 1810. Elle est devenue la capitale du comté d'Elgin en 1844 et a reçu le statut officiel de village en 1852, et de ville en 1881.
Le 15 septembre 1885, Jumbo, le célèbre éléphant du Ringling Bros. and Barnum & Bailey Circus y trouva la mort percuté par un train. Une statue fut érigée à sa mémoire lors du 100e anniversaire de sa mort.

## Administration
Cliff Barwick est maire de St. Thomas.

## Démographie
- Caucasien: 95,5 %
- Autre: 4,8 %
- Minorités visibles: 3,3 %
- Aboriginal: 1,2 %

| 2001   | 2006   | 2011   | 2016   |
| ------ | ------ | ------ | ------ |
| 33 303 | 36 110 | 37 905 | 38 909 |

### Religions
- Protestant: 52,1 %
- Sans affiliation: 22,1 %
- Catholique : 21 %

## Économie
Une usine Ford de 242 000 m2 a été ouverte à St. Thomas en 1967 afin de construire la Ford Falcon. Depuis, treize modèles du constructeur américain ont été conçus à St. Thomas, dont la Ford Crown Victoria. L'usine emploie 3 600 personnes en 2001, 1 500 personnes en 2009 et ferme le 15 septembre 2011.
En mars 2023, le constructeur automobile allemand Volkswagen annonce la construction d'une usine de batteries électriques sur un terrain de 1500 acres dans la municipalité. 

## Personnalités
- Rachel McAdams, actrice née à London et a grandi à St. Thomas
- Stephen J. Peters (en), politicien, MPP pour Elgin—Middlesex—London, Minister of Labour (Ontario), ancien Minister of Agriculture and Food (Ontario) (en)
- Joe Thornton, joueur de hockey sur glace au (Sharks de San José, Bruins de Boston, Greyhounds de Sault Ste. Marie)
- Helen Shaver (*1951), actrice, Réalisateur, producteur (The Amityville Horror, La Couleur de l'argent, Judging Amy)
- Stephen Ouimette (en), acteur, metteur en scène célèbre pour son travail au Festival de Stratford.
- Aaron Walpole (en), Dans la troisième saison de Canadien Idol il finit troisième
- Bryan Duquette (1991-), joueur de volley-ball, est né à St. Thomas.